# فرنسيسكو غوتيريز
فرنسيسكو غوتيريز (بالإسبانية: Francisco Gutiérrez)‏ هو عداء سريع كولومبي، ولد في 3 ديسمبر 1941.

## وصلات خارجية
- فرنسيسكو غوتيريز على موقع أوليمبيديا (الإنجليزية)